# Paulo Sérgio Machado
Paulo Sérgio Machado (ur. 22 listopada 1945 w Patrocínio, zm. 18 października 2024 tamże) – brazylijski duchowny katolicki, biskup diecezjalny Ituiutaba w latach 1989–2006 i São Carlos w latach 2007–2015.

## Życiorys
Święcenia kapłańskie otrzymał 8 kwietnia 1972 i został inkardynowany do diecezji Patos de Minas. Pracował przede wszystkim jako wikariusz, a następnie proboszcz parafii św. Anny w Coromandel. Pełnił także m.in. funkcję wikariusza generalnego diecezji.
1 lipca 1989 papież Jan Paweł II mianował go biskupem diecezjalnym Ituiutaba. 24 września tego samego roku z rąk arcybiskupa Carla Furno przyjął sakrę biskupią. 22 listopada 2006 mianowany biskupem diecezjalnym São Carlos, zaś 25 stycznia 2007 kanonicznie objął urząd.
16 grudnia 2015 przeszedł na emeryturę.